# Deutsch Evern
Deutsch Evern là một đô thị của huyện Lüneburg, bang Niedersachsen, Đức. Đô thị này có diện tích 11,16 km². Deutsch Evern có dân số 3683 người (thời điểm ngày 31 tháng 12 năm 2007).